# Шина адреса
Шина адреса (или адресная шина) — компьютерная шина, выделенная для передачи адресной информации. Она может представлять собой совокупность проводников (контактов), которые физически отделены от других аналогичных шин, или подмножество проводников системной шины. Как правило, число проводников адресной шины равно максимально допустимому числу разрядов. Адресная шина используется центральным процессором или устройствами, способными инициировать сеансы прямого доступа к памяти для указания физического адреса слова ОЗУ (или начала блока слов), к которому устройство может обратиться для проведения операции чтения или записи.
Основной характеристикой шины адреса является её разрядность в битах, определяющая объём адресуемой памяти. Например, если ширина адресной шины составляет 20 бит, и размер слова памяти равен одному байту (минимальный адресуемый объём данных), то объём памяти, который можно адресовать, составляет 220 = 1 048 576 байт (1 Мбайт) как в IBM PC/XT.
С точки зрения архитектуры микропроцессорной системы, если не применять мультиплексирование, каждый бит в адресе определяется одним проводником (линией) в магистрали, по которой передаётся адрес.
Если рассматривать структурную схему микроЭВМ, то адресная шина активизирует работу всех внешних устройств по команде, которая поступает с микропроцессора.